# .dd
.dd este un domeniu de internet de nivel superior, pentru Germania de Est (ccTLD).